# Black Legion
Black Legion (bra: Legião Negra; prt: Black Legion) é um filme norte-americano de 1937, dos gêneros drama, suspense e policial, dirigido por Archie Mayo e estrelado por Humphrey Bogart e Dick Foran.

## Produção

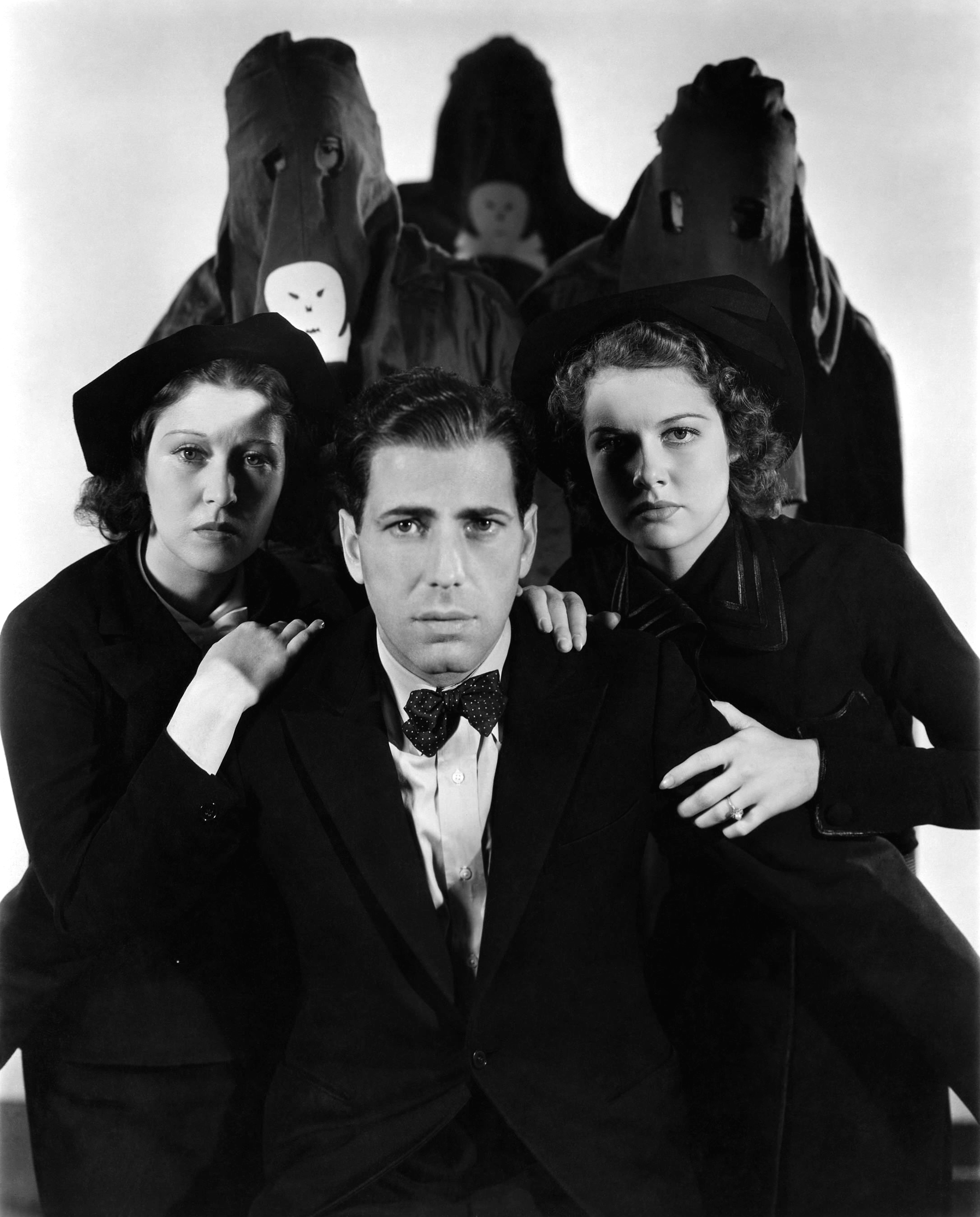
Erin O'Brien-Moore, Humphrey Bogart e Ann Sheridan em foto de divulgação

O roteiro é baseado na morte, em 1935, de um trabalhador da Works Progress Administration, a maior agência de empregos criada pelo New Deal, sequestrado e assassinado por um membro da Black Legion. Essa organização, como outras surgidas durante a Grande Depressão, promovia o racismo e a xenofobia e vivia de extorsão e da venda de souvenires para seus membros.
Linchamentos eram comuns em várias partes dos EUA nos anos 1930, e o filme se lança bravamente contra grupos que pregavam o ódio. Apesar disso, por temer represálias desses grupos, o estúdio deixou claro que todos os personagens e instituições eram fictícios. Ainda assim, a Warner foi processada pela Ku Klux Klan por infringir patentes, pois o estúdio teria se apropriado de seu logotipo!!!
Ao defender a tese de que intolerância, terrorismo e violência são atividades totalmente antiamericanas, o filme sacudiu as plateias e ganhou a aprovação e respeito da maioria da crítica. Além disso, tornou-se objeto de controvérsia por vários meses após seu lançamento.

## Sinopse
Metalúrgico desiludido, Frank Taylor junta-se ao Klan "pro-Estados Unidos" quando perde a supervisão na fábrica para um estrangeiro. Somente tarde demais é que ele descobre o quão maléfica e corrupta é a organização.

## Prêmios e indicações
| Prêmio     | Categoria                | Recipiente  | Resultado |
| ---------- | ------------------------ | ----------- | --------- |
| Oscar 1938 | Melhor história original | Robert Lord | Indicado  |

## Elenco
| Ator/Atriz         | Personagem    |
| ------------------ | ------------- |
| Humphrey Bogart    | Frank Taylor  |
| Dick Foran         | Ed Jackson    |
| Erin O'Brien-Moore | Ruth Taylor   |
| Ann Sheridan       | Betty Grogan  |
| Helen Flint        | Pearl Danvers |
| Joe Sawyer         | Cliff Moore   |
| Addison Richards   | Promotor      |
| Eddie Acuff        | Metcalf       |
| Clifford Soubier   | Mike Grogan   |
| Alonzo Price       | Alf Hargrave  |
| Paul Harvey        | Billings      |
| Dickie Jones       | Buddy Taylor  |
| Samuel S. Hinds    | Juiz          |
| John Litel         | Tommy Smith   |